# Вещиците от Анага
Вещиците от Ел Баиладеро на Анага, според общоприетото вярване на Канарските острови, са вещерски култ на посветени жени на остров Тенерифе, Испания.
Те организират вещерски сборища, палят огньове и танцуват около тях в планинския район Анага в североизточната част на острова. На това място вещиците се събират и танцуват около огън на открито, откъдето идва и името на местността Ел Баиладеро (на испански: El Bailadero) – „място за танци“.
След тези сборища вещиците слизат чак до крайбрежието и плуват голи. С течение на времето, под влияние на вампирските истории в Източна Европа възниква и митът, че вещиците от Анага са вампири, понеже смучат кръвта на новородени.
Смята се, че тази легенда се корени в езическите ритуали, свързани с плодородието и старите празници, чествани от местните жители на острова – гуанчите. По-късно Католическата църква идентифицира тези ритуали като поклонничество на демоните.